# Cup of Nations 2023
La Cup of Nations 2023 è stata la seconda edizione dell'omonimo torneo a invito riservato a nazionali di calcio femminile, disputata in Australia dal 16 al 22 febbraio 2023.
Il torneo è stato conquistato dall'Australia per la seconda volta consecutiva e vincendo tutti i tre incontri in programma.

## Formato
Le quattro squadre invitate si sono affrontate una volta in un girone all'italiana. I punti assegnati nella fase a gironi seguono la formula di tre punti per una vittoria, un punto per un pareggio e zero punti per una sconfitta.

## Stadi
| Gosford                  | Sydney           | Newcastle              |
| ------------------------ | ---------------- | ---------------------- |
| Industree Group Stadium  | CommBank Stadium | McDonald Jones Stadium |
| Capacità: 20 059         | Capacità: 30 000 | Capacità: 33 000       |
|                          |                  |                        |
| Gosford Sydney Newcastle |                  |                        |

## Nazionali partecipanti
| Squadra   | FIFA/Coca-Cola Women's World Ranking (9 dicembre 2022). |
| --------- | ------------------------------------------------------- |
| Spagna    | 7                                                       |
| Australia | 12                                                      |
| Rep. Ceca | 28                                                      |
| Giamaica  | 44                                                      |

## Squadre
Le quattro nazionali partecipanti al torneo potevano iscrivere un massimo di 25 giocatori, cosa che hanno fatto il Canada e la Germania, mentre l'Inghilterra ha iscritto una rosa di 24 giocatori e la Spagna di 23.

## Classifica
| Pos. | Squadra   | Pt | G | V | N | P | GF | GS | DR |
| ---- | --------- | -- | - | - | - | - | -- | -- | -- |
| 1.   | Australia | 9  | 3 | 3 | 0 | 0 | 10 | 2  | +8 |
| 2.   | Spagna    | 6  | 3 | 2 | 0 | 1 | 8  | 3  | +5 |
| 3.   | Rep. Ceca | 3  | 3 | 1 | 0 | 2 | 3  | 9  | -6 |
| 4.   | Giamaica  | 0  | 3 | 0 | 0 | 3 | 2  | 9  | -7 |

| Arbitro: | Lee |

|                                    |           |  |
| Oroz 18’ González 45+2’ Fiamma 78’ | Marcatori |  |

| Arbitro: | Koizumi |

|                                         |           |  |
| Raso 48’, 55’ Kerr 70’ Polkinghorne 84’ | Marcatori |  |

| Arbitro: | Durcau |

|                        |           |                                                |
| Brown 42’ Simmonds 55’ | Marcatori | 24’ (rig.) Stašková 45+4’ Cahynová 90’ Pěčková |

| Arbitro: | Koizumi |

|                                     |           |                           |
| Vine 11’ Polkinghorne 16’ Foord 42’ | Marcatori | 73’ Carmona 90+4’ Redondo |

| Arbitro: | Durcau |

|  |           |                                           |
|  | Marcatori | 29’, 40’ González 84’ (rig.) Del Castillo |

| Arbitro: | Yamashita |

|                                 |           |  |
| Gorry 28’ Chidiac 56’ Foord 69’ | Marcatori |  |

## Statistiche

### Classifica marcatrici
3 reti
- Esther González

2 reti
- Caitlin Foord
- Clare Polkinghorne
- Hayley Raso

1 rete
- Alexandra Chidiac
- Katrina Gorry
- Samantha Kerr
- Cortnee Vine
- Klára Cahynová
- Alena Pěčková
- Andrea Stašková
- Jody Brown
- Kameron Simmonds
- Fiamma Benítez
- Olga Carmona
- Athenea del Castillo
- Maite Oroz
- Alba Redondo